# 京極高福
京極 高福 （きょうごく たかとみ、生没年不詳）は、江戸時代後期の高家旗本。父は京極高正。通称は兵庫。官位は従五位下侍従・丹後守。

## 生涯
天保3年（1832年）閏11月5日、家督を相続する。天保6年（1835年）11月1日、将軍徳川家斉に御目見する。天保14年（1843年）6月、上知令により安房朝夷郡内428石を収公され、同年8月に下総豊田郡内660石を替地として与えられる。嘉永3年（1850年）10月28日、高家職に就き、従五位下侍従・丹後守に叙任する。慶応4年（1868年）2月22日、新政府に服属し、朝臣となる。